# South Fulton
South Fulton – miasto w Stanach Zjednoczonych, w stanie Tennessee, w hrabstwie Obion.